# احمد دحلان
احمد دحلان (نام اصلی: محمد درویش؛ عربی: أحمد دحلان؛ زادهٔ ۱ اوت ۱۸۶۸ – درگذشتهٔ ۲۳ فوریه ۱۹۲۳) (۱۲۴۷ تا ۱۳۰۲) از رهبران دینی و نوگرای اسلامی در اندونزی بود که سازمان محمدیه را بنیان نهاد؛ نهادی که بعدها به یکی از بزرگ‌ترین سازمان‌های اسلامی اندونزی تبدیل شد و پس از نهضت‌العلما در جایگاه دوم قرار گرفت. او در شهر کاومان از توابع یوگیاکارتا به دنیا آمد و فرزند یکی از امامان محلی بود. نسب احمد دحلان به پیامبر اسلام می‌رسید. وی در پانزده‌سالگی به حج رفت و پس از آن به مدت پنج سال دیگر در مکه اقامت گزید.
در مکه، او با اندیشه‌های اصلاح‌طلبانه در اسلام آشنا شد. در سال ۱۸۸۸ (۱۲۶۷) به اندونزی بازگشت. سپس در سال ۱۹۰۳ بار دیگر عازم مکه شد تا دانش دینی خود را تعمیق بخشد. احمد در سال ۱۹۰۵ به اندونزی بازگشت و دو سال بعد به سازمان ملی‌گرای Budi Utomo پیوست. با این حال، حامیانش او را ترغیب کردند تا سازمان مستقل خود را تأسیس کند.

## تاسیس سازمان محمدیه
در سال ۱۹۱۲ (۱۲۹۱)، دحلان سازمان «محمدیه» را به عنوان ابزاری برای تحقق آرمان‌های اصلاح‌طلبانه خود بنیان نهاد. این سازمان به سرعت مورد استقبال بازرگانان و صنعت‌گران قرار گرفت. در سال ۱۹۱۷، بخش زنان این سازمان با نام «عایشه» تأسیس شد که نقش مهمی در مدرنیزه کردن زندگی زنان اندونزیایی ایفا کرد. محمدیه به سرعت در جزایر دورافتادهٔ اندونزی گسترش یافت و تنها یک دهه پس از تأسیس، پایگاه محکمی در سولاوسی ایجاد کرد.
محمدیه یکی از چندین سازمان بومی اندونزی بود که در سه دههٔ نخست سدهٔ بیستم، در دوره‌ای که به «بیداری ملی اندونزی» شناخته می‌شود، بنیان نهاده شد. این سازمان‌ها نقش کلیدی در شکل‌گیری حس ملی‌گرایی اندونزیایی و در نهایت، دستیابی به استقلال ایفا کردند.

## درگذشت
در سال پایانی زندگی، احمد دحلان با مشکلات گوناگون جسمی روبه‌رو شد. در سال ۱۹۲۳، به توصیهٔ پزشکش برای استراحت به منطقهٔ کوهستانی تِرِتِس در مالانگ، در شرق جاوه رفت. پس از مدتی به یوگیاکارتا بازگشت تا در نشست سالانهٔ سازمان محمدیه شرکت کند، اما بیماری‌اش شدت گرفت و سرانجام در ۲۳ فوریهٔ ۱۹۲۳ درگذشت. پیکر او در گورستان کارانگ‌کاجن به خاک سپرده شد.

## قهرمان ملی اندونزی

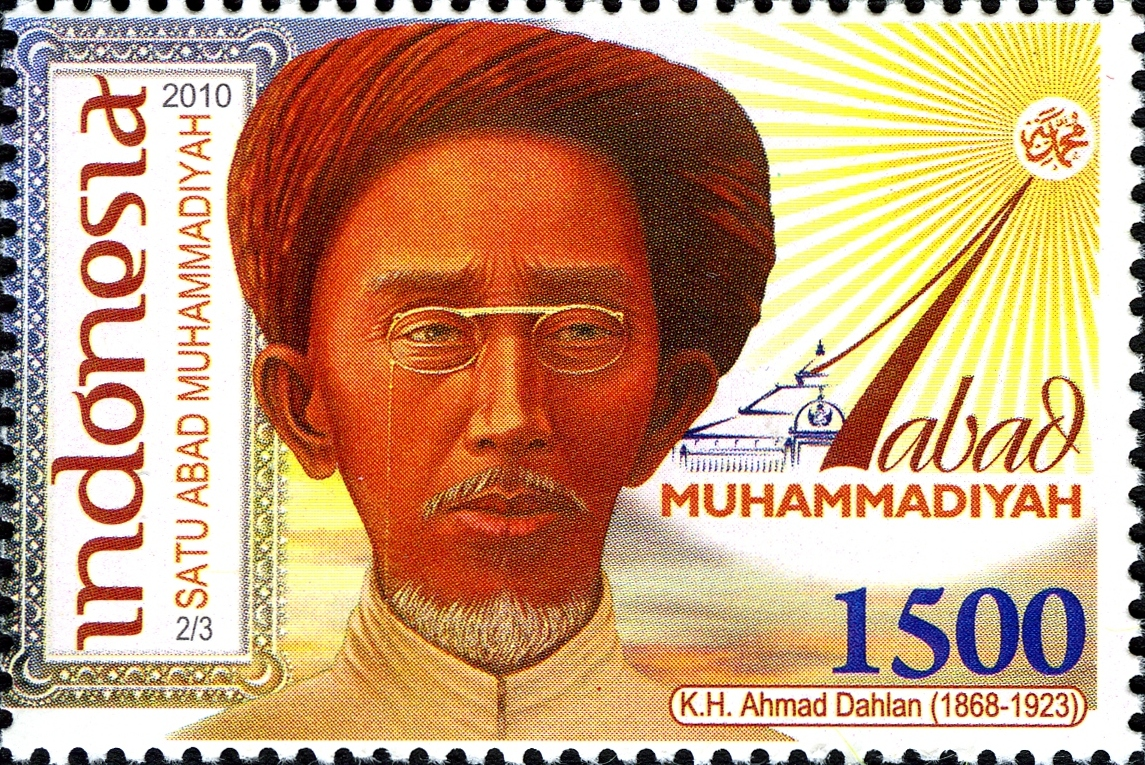
تمبر یادبود دحلان، ۲۰۱۰

در سال ۱۹۶۱، به موجب فرمان ریاست‌جمهوری شماره ۶۵۷، احمد دحلان به عنوان یکی از قهرمانان ملی اندونزی شناخته شد.